# Пихтерев, Владимир Никитович
Владимир Никитович Пихтерев (род. 29 марта 1933) — передовик производства, горнорабочий очистного забоя шахты имени Е. Т. Абакумова комбината «Донецкуголь» Министерства угольной промышленности Украинской ССР. Герой Социалистического Труда (1971). Депутат Верховного Совета УССР 8 — 10 созывов.

## Биография
Родился 29 марта 1933 года в рабочей семье в городе Киселёвск (на территории современной Кемеровской области). С 1950 года работал электрослесарем шахты имени Вахрушева треста «Киселевскуголь» Кемеровской области. В 1958 году окончил горный техникум.
С 1958 по 1965 год — электрослесарь, горный мастер шахты имени Абакумова комбината «Донецкуголь» Донецкой области.
В 1965 году вступил в КПСС.
С 1965 года — бригадир сквозной комплексной бригады рабочих очистного забоя шахты имени Абакумова производственного объединения «Донецкуголь» Донецкой области.
Последователь движения горняков-тысячников. Бригада, возглавляемая Владимиром Пихтеревым, за годы 9 — 10 пятилеток добыла около 6 миллионов тонн угля, перевыполнив план на 392 тысячи тонн. В 1971 году удостоен звания Героя Социалистического Труда за выдающиеся трудовые достижения.
Избирался делегатом XXIV—XXVII съездов Компартии Украины и депутатом Верховного Совета УССР 8 — 10 созывов.
После выхода на пенсию проживает в Донецке.

## Награды
- Герой Социалистического Труда — указом Президиума Верховного Совета СССР от 30 марта 1971 года.
- орден Ленина
- Орден Октябрьской Революции
- Орден Дружбы народов
- Заслуженный шахтёр УССР